# 大武芸
大 武芸（だい ぶげい）は、渤海の第2代王。唐より初めて渤海国王に冊封された。

## 生涯

### 即位から領土拡張
父の高王大祚栄の死去により王位を継承した。即位後は唐の正朔採用を中止し、独自に建元して元号を仁安と定め、唐から自立する方針を打ち出した。仁安2年（720年）に唐は左驍衛郎将摂郎中の張越を派遣し、契丹及び奚に対する共同攻略が提案されたが、この要求を拒否している。その理由としては渤海と契丹の間に敵対関係が存在しなかったことと、渤海が独自に周辺民族を併呑する用意があったためと考えられている。事実この時期の渤海は東は綏芬河を越え沿海州に達し、南方は朝鮮半島の大同江、西は松花江中流域にまで広がっていたと推測されている。これにより高句麗滅亡後に北進政策を続けた新羅の北進を妨げ、また北方でも拂涅部や越喜部などの靺鞨部族を支配下に置いていった。このことは『新唐書』の斥大土宇（土地と居民を開く）や、日本に宛てた国書の中で濫りに諸蕃を惣ぶとの『続日本紀』の記載がそれを物語っている。しかし渤海の北方にはなお黒水部と称される靺鞨が存在しており、その対立が渤海内部での分裂を引き起こすこととなった。

### 黒水部への侵攻
黒水部は元来勿吉の後裔とされ靺鞨七大部族の一つに数えられた部族である。高句麗滅亡に際しては南下政策を採用し唐と対立していたが、仁安4年（722年）に族長の倪属利稽が唐に朝貢してからは友好関係に転じた。後にこの地には黒水府が設置され、倪属利稽も李献誠という漢名を下賜され雲麾将軍に任命されて、渤海と同等の政治的立場に置かれていた。
黒水部と唐との密接な関係に武王は渤海を脅かす存在と不安を抱き黒水部へ侵攻する計画を立案した。しかしこの計画は渤海統治層を主戦派と反対派に分裂させることとなった。武王の弟の大門芸は長期にわたり長安に宿衛していたため唐の国力を十分に承知しており、渤海も唐に帰順すべきとの態度を表明した。しかし武王は国土拡張に自信を有しており、大門芸を主将、母の兄弟の任雅を副将に任じて黒水部への侵攻を命じた。しかし出兵にあくまでも反対した大門芸は後に軍職を解任され、従兄の大壱夏によって命を狙われるに至り唐へと亡命している。この際の黒水部への出兵は、黒水部に大きな打撃を与える結果となり、渤海北方の政治的地勢は安定することとなった。

### 日本との通好
この遠征の結果、沿海部の南東部が渤海の版図に入ることで、日本海を越えて日本と通好する条件が整った。黒水部への出兵により唐との関係が悪化し、また新羅との対立もあった渤海は四面楚歌の情況を打破すべく日本との通好に着手した。最初の遣日本使は仁安9年（727年）に寧遠将軍郎将の高仁義を大使とする総勢24名である。悪天候のため蝦夷地に漂着し、高仁義ら16名が殺害されるなどの事件に遭遇しながらも、高斉徳ら8名が平城京に入り日本側の歓迎を受けている。

## 登場作品

### テレビドラマ
- 大祚榮（韓国KBS、2006年）演：キム・ソク